# Dicranomyia (Neoglochina) insulicola
Dicranomyia (Neoglochina) insulicola is een tweevleugelige uit de familie steltmuggen (Limoniidae). De soort komt voor in het Neotropisch gebied.